# Pommiers (Gard)
Pommiers is een gemeente in het Franse departement Gard (regio Occitanie) en telt 62 inwoners (2009). De plaats maakt deel uit van het arrondissement Le Vigan.

## Geografie
De oppervlakte van Pommiers bedraagt 6,8 km², de bevolkingsdichtheid is dus 9,1 inwoners per km².
De onderstaande kaart toont de ligging van Pommiers (Gard) met de belangrijkste infrastructuur en aangrenzende gemeenten.

## Demografie
Onderstaande figuur toont het verloop van het inwonertal (bron: INSEE-tellingen).